# ウィーン楽友協会合唱団

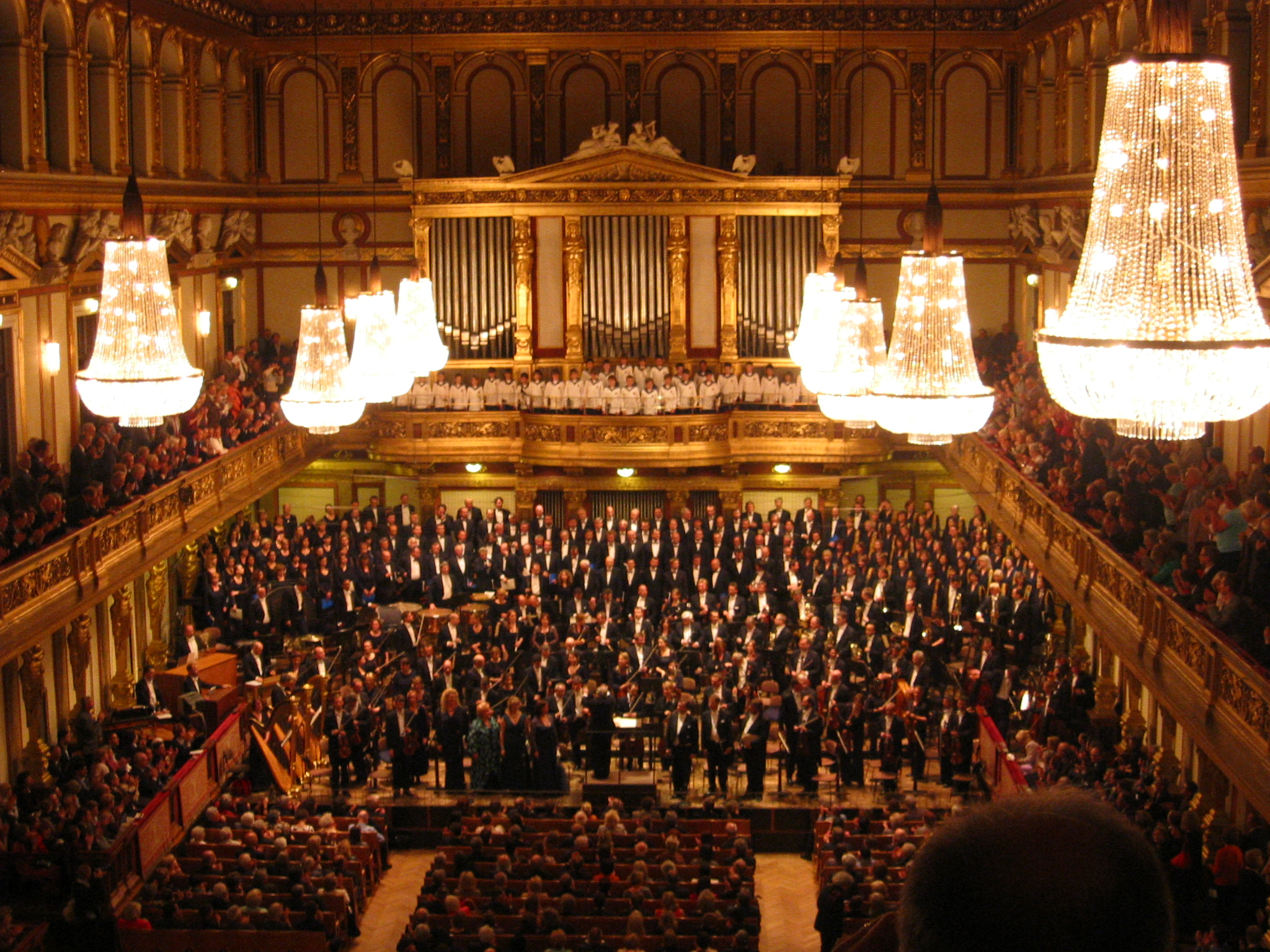
グスタフ・マーラー 交響曲第8番 – ウィーン楽友協会合唱団 – ウィーン少年合唱団 – シュターツカペレ・ベルリン – ピエール・ブーレーズ ウィーン楽友協会大ホール

ウィーン楽友協会合唱団（ウィーンがくゆうきょうかいがっしょうだん、Wiener Singverein）はウィーン楽友協会の専属アマチュア・コンサート合唱団である。

## 歴史
1812年にアントニオ・サリエリの主導のもと、王宮の冬期乗馬宮（スペイン乗馬学校）におけるコンサートで楽友協会のメンバーによるゲオルク・フリードリヒ・ヘンデルのオラトリオ演奏会が行われた。そして楽友協会の創立に伴い、協会専属の合唱団として1824年のベートーヴェンの交響曲第9番初演に参加した。
1858年、今日では230人の会員からなる楽友協会合唱団が正式に創設された。創立当初はヨハン・ヘルベックとヨハネス・ブラームスが主導した。
この創立150周年の歴史を持つ合唱団はこれまでに数々の著名指揮者、ウィーン・フィルハーモニー管弦楽団やウィーン交響楽団など、さまざまな世界的オーケストラと共演してきた。そして、ヨハネス・ブラームスのドイツ・レクイエム、アントン・ブルックナーのテ・デウム 、グスタフ・マーラーの交響曲第8番などの数多くの世界初演を行った。

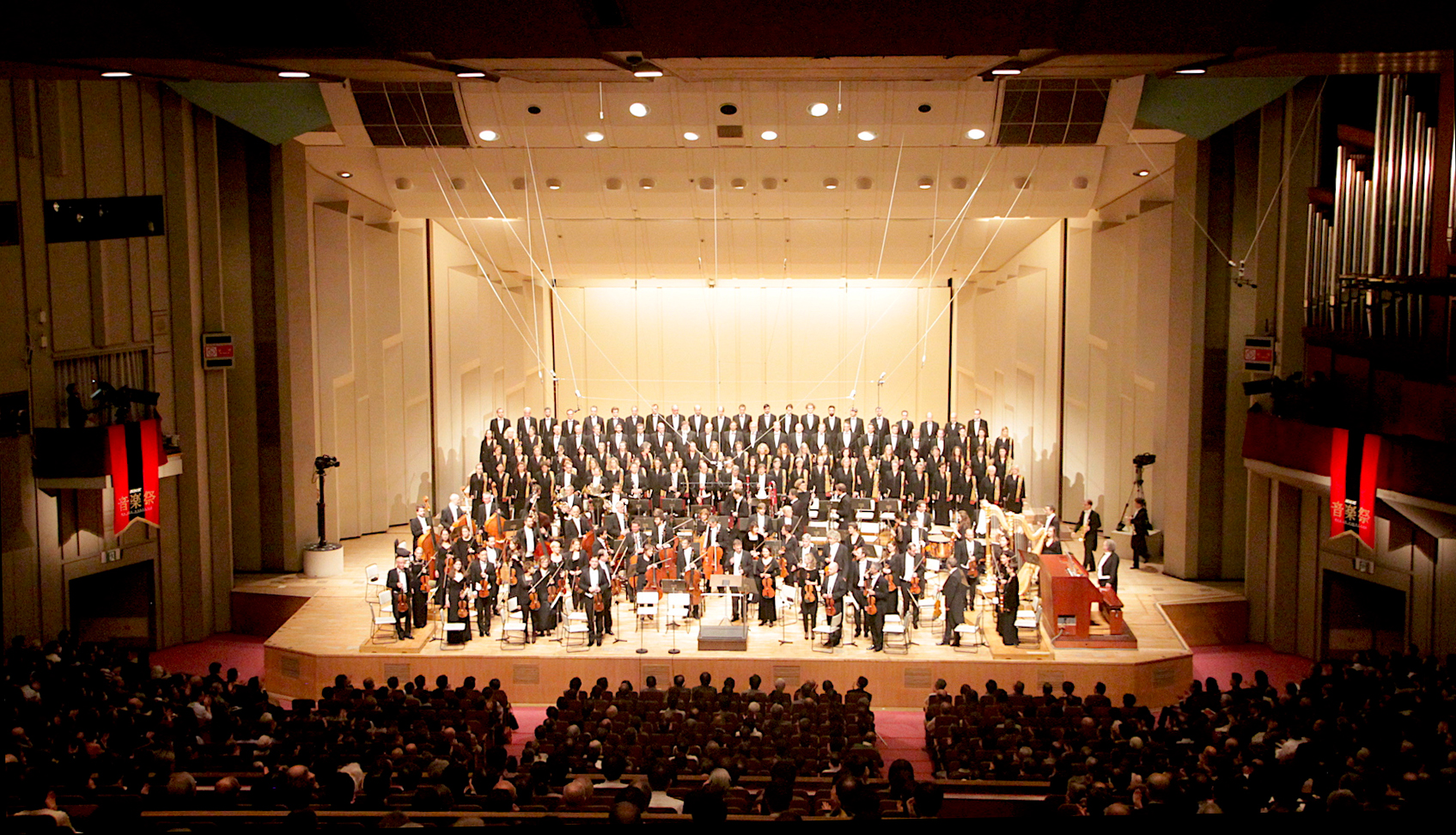
ライプツィヒ・ゲヴァントハウス管弦楽団, ウィーン楽友協会合唱団, ヘルベルト・ブロムシュテット, NHKホール 2017

1947年から1989年まではヘルベルト・フォン・カラヤンの元で合唱団としての明確な個性を創り上げていった。カラヤンはベルリン・フィルハーモニー管弦楽団との録音でもたびたび合唱にウィーン楽友協会合唱団を起用していた（ベートーヴェンの交響曲第9番など）。
日本におけるコンサートや小澤征爾や大植英次など、日本人指揮者、オーケストラとの共演もある。
これまでの来日公演は1979年に東京そして2009年に大阪がある。大阪では現在の合唱団指導者であるヨハネス・プリンツ指揮による天地創造 (ハイドン)、そして大植英次指揮大阪フィルハーモニー交響楽団演奏によるブラームスのドイツ・レクイエムの公演を行った。
入団試験には簡単なオーディションがある。

## 文献(ドイツ語)
- August Böhm: Geschichte des Singvereines der Gesellschaft der Musikfreunde in Wien. Wien 1908.
- Joachim Reiber: Wiener Singverein – Menschen Stimmen Götterfunken[1] (2007) *

## Notes
1. ↑  L. v. Beethoven: Neunte Sinfonie, Finale: Freude schöner Götterfunken, Wiener Philharmoniker, Christian Thielemann. DVD – April 2010.